# 喜界島地震
喜界島地震（日语：きかいじまじしん）是指1911年6月15日发生于日本喜界島近海的一场地震。该次地震震中位于28°00′N 130°00′E / 28.0°N 130.0°E，震级为M8.0级。出現海嘯。12人死亡。